# Ugo Cappellacci
Ugo Cappellacci (ur. 27 listopada 1960 w Cagliari) – włoski polityk i samorządowiec, parlamentarzysta, w latach 2009–2014 prezydent Sardynii.

## Życiorys
Absolwent studiów z zakresu ekonomii i handlu na Uniwersytecie w Cagliari. Kształcił się również w zakresie zarządzania na Uniwersytecie Bocconi w Mediolanie oraz na Uniwersytecie LUISS w Rzymie. Był m.in. prezesem zarządu przedsiębiorstwa Sardinia Gold Mining.
Działał w partii Forza Italia, m.in. kierował jej strukturami w prowincji Cagliari i na Sardynii. Pełnił funkcję asesora ds. planowania i budżetu w administracji Sardynii kierowanej przez Italo Masalę. Od 2004 do 2008 odpowiadał za te same działy jako asesor w zarządzie miasta w Cagliari. W 2009 jako kandydat Ludu Wolności zwyciężył w wyborach regionalnych na urząd prezydenta Sardynii. W 2014 bez powodzenia ubiegał się o reelekcję z ramienia reaktywowanej FI.
W 2016 skazany w pierwszej instancji na karę 2 lat i 6 miesięcy pozbawienia wolności za przyczynienie się do bankructwa jednego z przedsiębiorstw w Cagliari. W wyniku postępowania odwoławczego został uniewinniony od popełnienia tego czynu.
W wyborach w 2018 z listy FI uzyskał mandat posła do Izby Deputowanych XVIII kadencji. W 2022 z powodzeniem ubiegał się o poselską reelekcję.